# Márcio Rogério de Andrade
Márcio Rogério de Andrade (30 tháng 7 năm 1971 - 17 tháng 7 năm 2007) là một cầu thủ bóng đá người Brasil.

## Sự nghiệp câu lạc bộ
Márcio Rogério de Andrade đã từng chơi cho Nagoya Grampus Eight.